# 格拉齊尼灣
81°8′S 160°38′E / 81.133°S 160.633°E
格拉齐尼灣（Grazzini Bay）是南極洲的海灣，位於羅斯冰架，處於真泰爾角和菲舍爾角之間，該海灣以製圖師命名，現時由南極條約體系管理。